# Dénezé-sous-Doué
Dénezé-sous-Doué – miejscowość i gmina we Francji, w regionie Kraj Loary, w departamencie Maine i Loara.
Według danych na rok 2010 gminę zamieszkiwały 452 osoby, a gęstość zaludnienia wynosiła 19 osób/km².